# کشتی جنگی آبی-خاکی

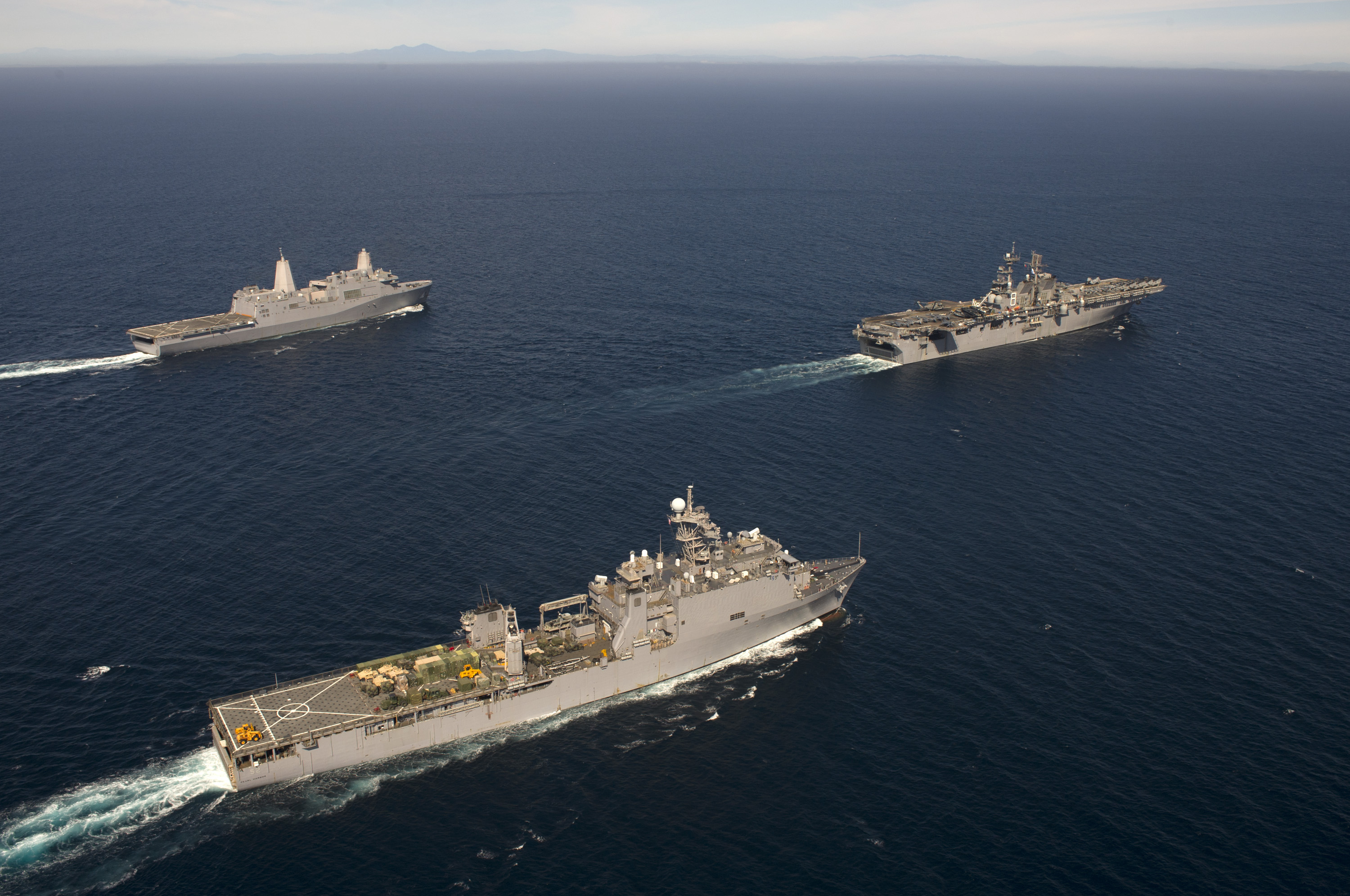
سه کشتی جنگی آبی-خاکی آمریکایی

کشتی جنگی آبی-خاکی (انگلیسی: Amphibious warfare ship) یا آمفیب یک کشتی جنگی با وسیله نقلیه آبی-خاکی است که برای پیاده شدن و پشتیبانی از نیروهای زمینی، مانند تفنگداران دریایی، در خاک دشمن در طول یک حمله آبی-خاکی به کار می‌رود.
کشتیرانی تخصصی را می‌توان به دو نوع تقسیم کرد که به طور خلاصه به‌عنوان کشتی و شناور توصیف می‌شوند. به طور کلی، کشتی‌ها نیروها را از بندرگاه تا نقطه فرود برای حمله حمل می‌کنند و شناورها نیروها را از کشتی به ساحل حمل می‌کنند. حملات آبی-خاکی که در فواصل کوتاه انجام می‌شوند، می‌توانند شامل تکنیک ساحل به ساحل نیز باشند، که در آن ناوچه‌های آب‌خاکی مستقیماً از بندرگاه تا نقطه حمله می‌روند. برخی از کشتی‌ها نیز ممکن است بتوانند پس از طی مسافت‌های طولانی، نیروها و تجهیزات را مستقیماً در ساحل پیاده کنند، مانند کشتی زمینی کلاس ایوان روگوف.